# Bocas de Kotor
Las bocas de Kotor o también bahía de Kotor (en Idioma serbocroata: Boka Kotorska; en italiano: Bocche di Cattaro; en cirílico serbio: Бока Которска) es una bahía sumamente accidentada de la zona suroccidental de Montenegro y suroriental de Croacia, en el área limítrofe entre ambos Estados, en la costa del mar Adriático. Recibe el nombre de la ciudad de Kotor, en Montenegro, que es la principal población de la bahía.
La bahía, que en ocasiones es llamada «el fiordo más meridional de Europa», es en realidad el cañón sumergido del desaparecido río Bokelj, que antiguamente corría desde lo alto de las mesetas montañosas del monte Orjen. Constituye una importante atracción turística de Montenegro.
Históricamente fue refugio de barcos y flotas desde la antigüedad: la República de Venecia la fortificó para evitar su ocupación por el Imperio otomano, fue ocupada por el Imperio ruso desde febrero de 1806 hasta agosto de 1807, cuando pasó formar parte del Reino de Italia y más tarde de las Provincias Ilirias. En 1814 pasó a ser posesión de Austria. Continuó como base naval del Imperio austrohúngaro hasta 1919 cuando se incorporó a Reino de Yugoslavia.

## Geografía
La bahía se introduce unos 28 km en la tierra, con una costa total de 107 km. Está rodeada por dos macizos de los Alpes Dináricos: las montañas Orjen al oeste, y las montañas Lovcen al este. La sección más estrecha de la bahía, el estrecho de Verige, mide sólo 340 m de ancho en su punto más estrecho. La bahía es una ría del río desaparecido Bokelj que solía fluir desde las altas mesetas de montaña del monte Orjen.
La bahía se compone de varias bahías pequeñas, unidas por canales más estrechos. La entrada de la bahía era antes un sistema fluvial. Los procesos tectónicos y la karstificación condujeron a la desintegración de este río.
La parte más externa de la bahía es la bahía de Tivat (Teodo). En el lado del mar está la bahía de Herceg Novi (Castelnuovo), en la entrada principal a la bahía de Kotor. Las bahías interiores son la bahía de Risan al noroeste y la bahía de Kotor, al sureste.
El estrecho de Verige representa la sección más estrecha de la bahía y se encuentra entre el cabo San Nedjelja y cabo Opatovo. La belleza de la bahía mereció los eleogios de Lord Byron, quien dijo que "la bahía de Kotor es la más bella fusión de cielo y tierra".

## Galería

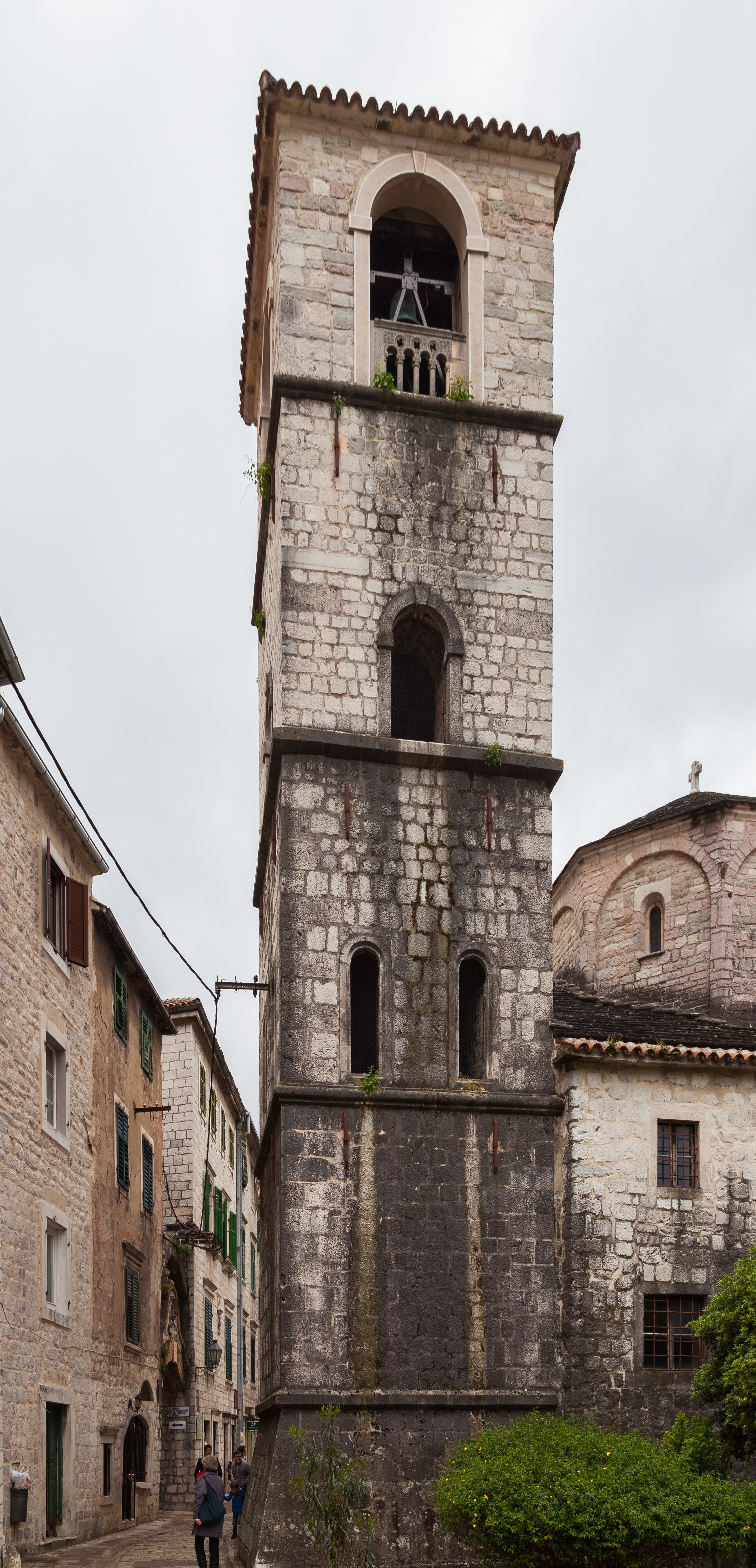
Catedral de San Trifón (Sv. Tripun) en Kotor.
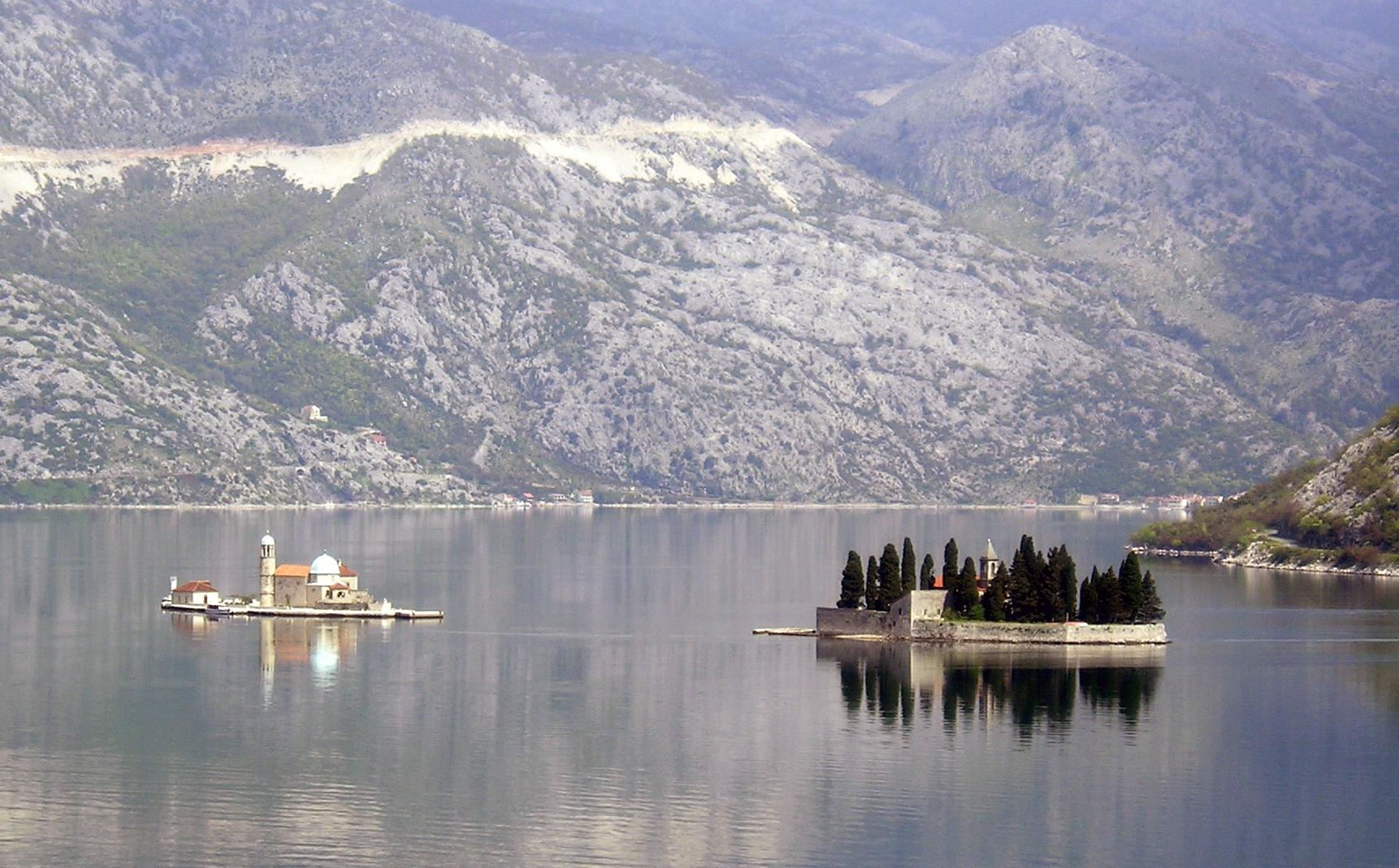
Islas frente a Perast.
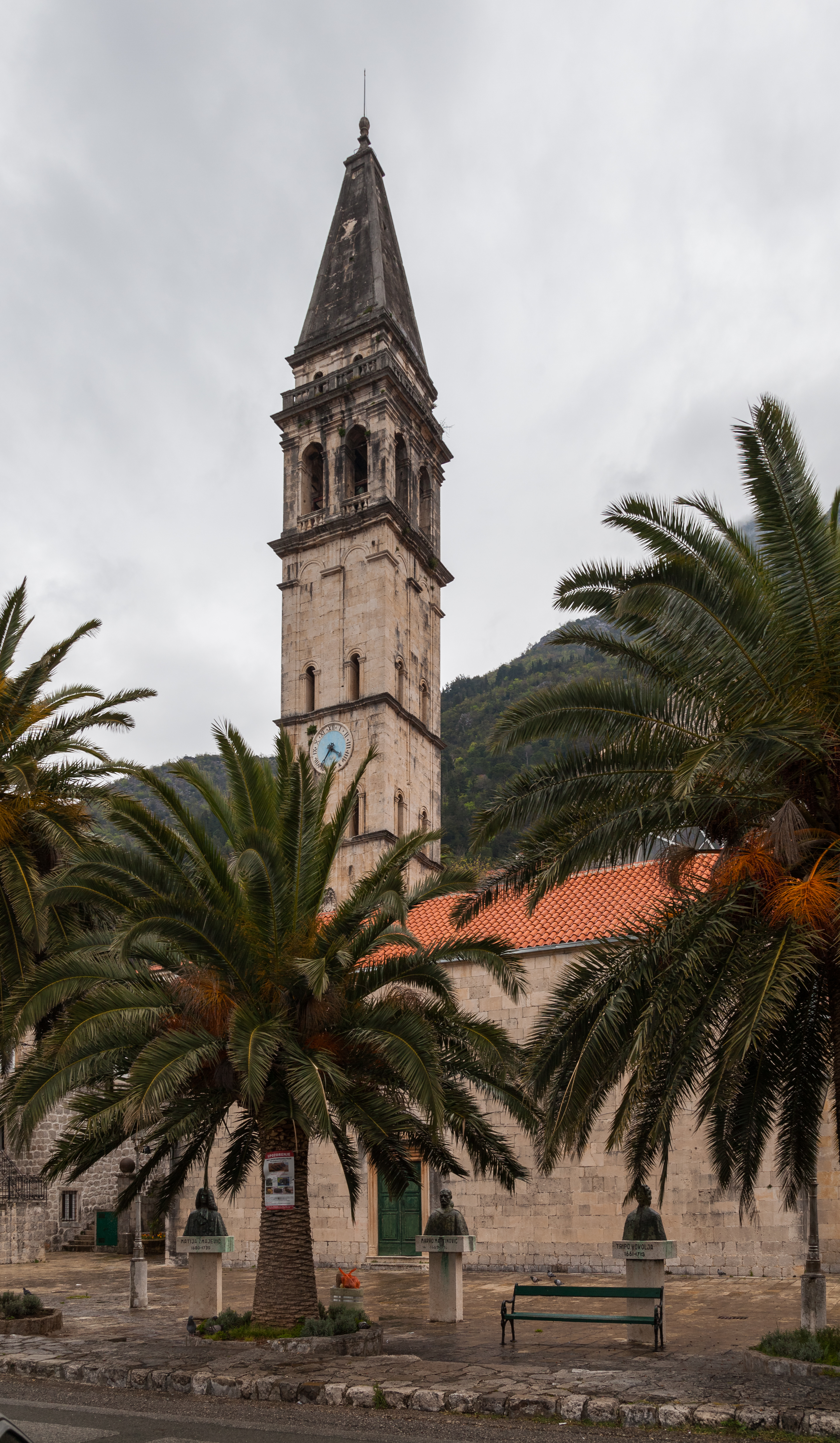
Iglesia en Perast.
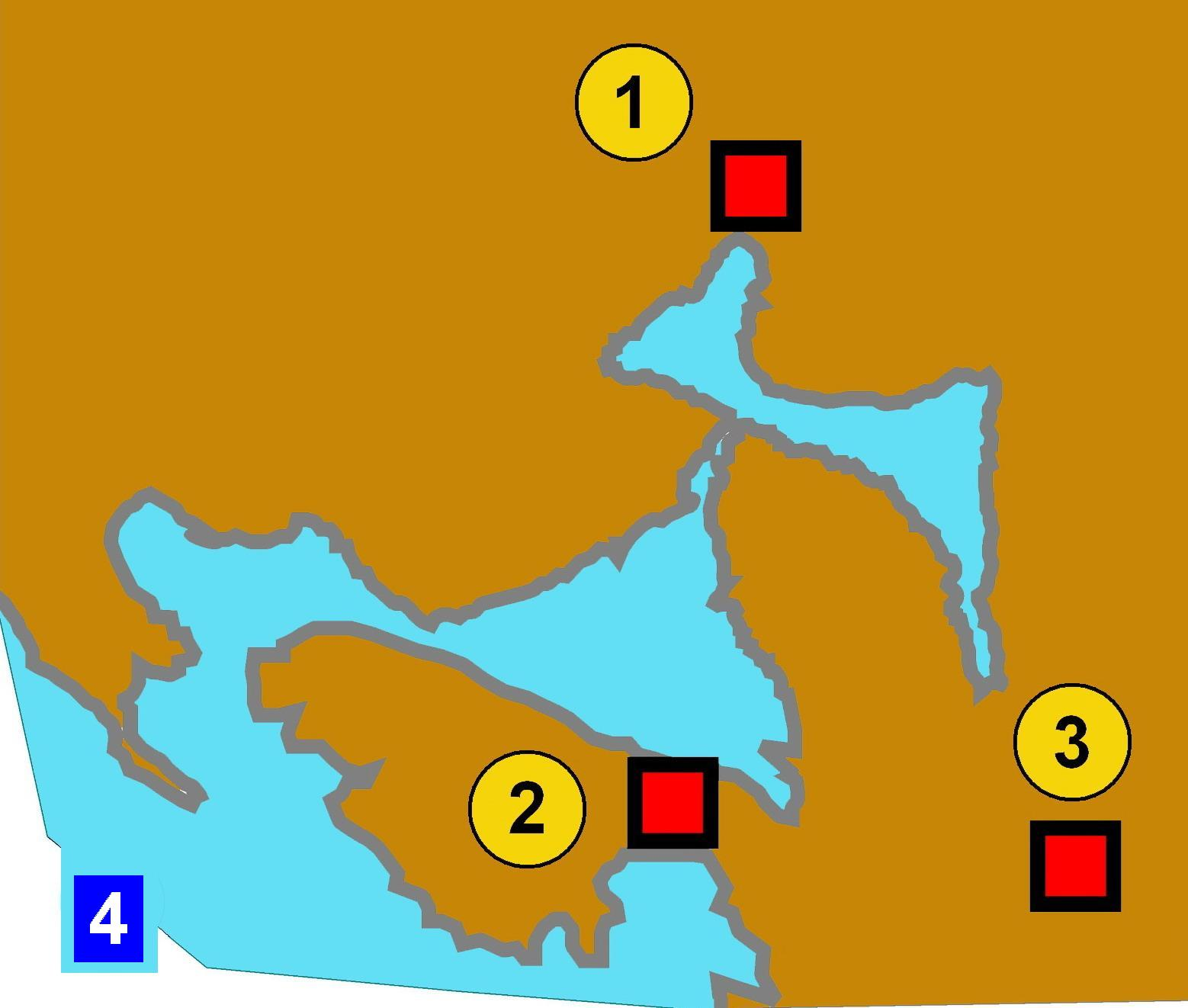
Bahía de Kotor y fortalezas en las colinas: 1) Risan, 2) Gosici, 3) Kremalj (Mirac).
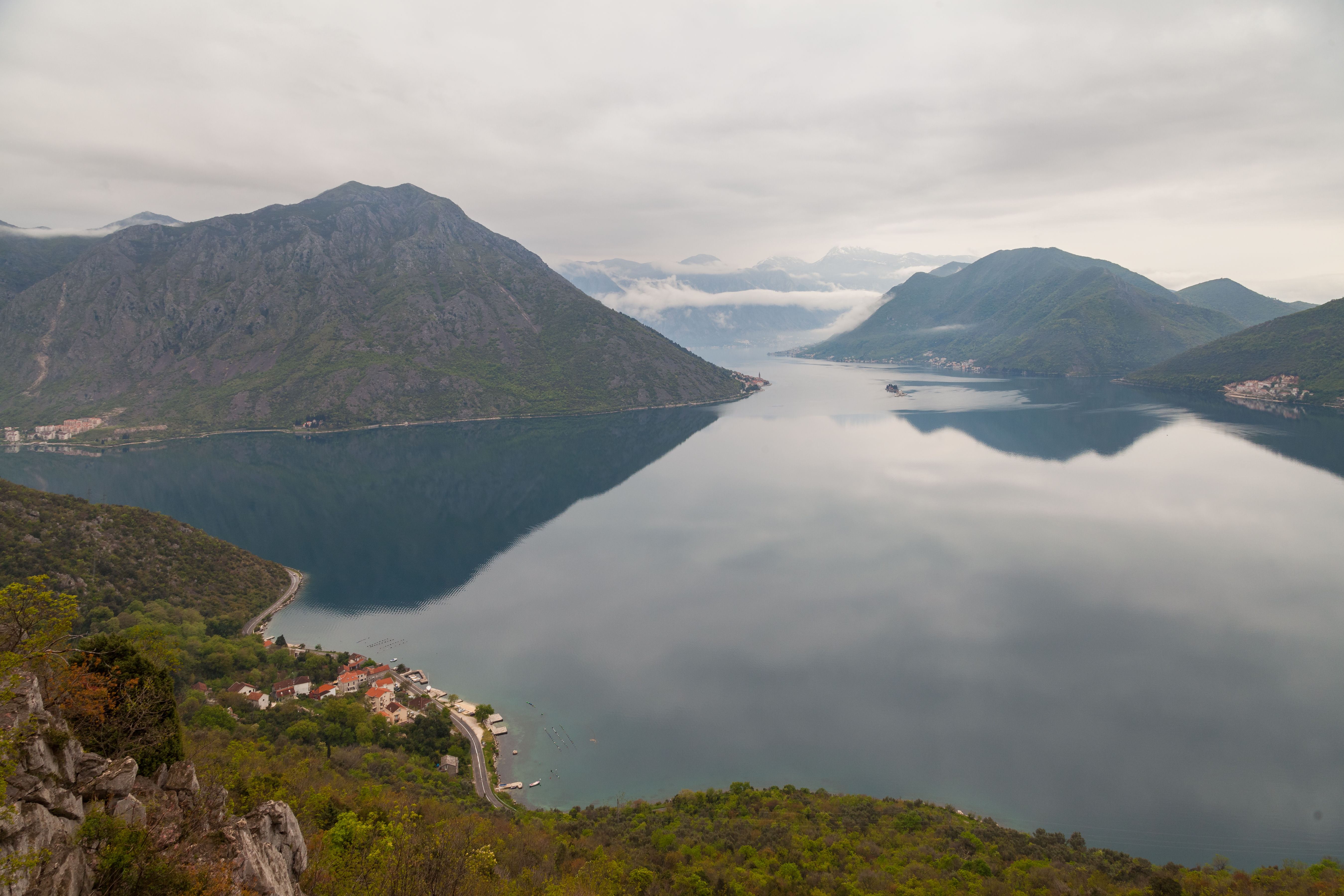
La Bahía de Kotor desde Perast.
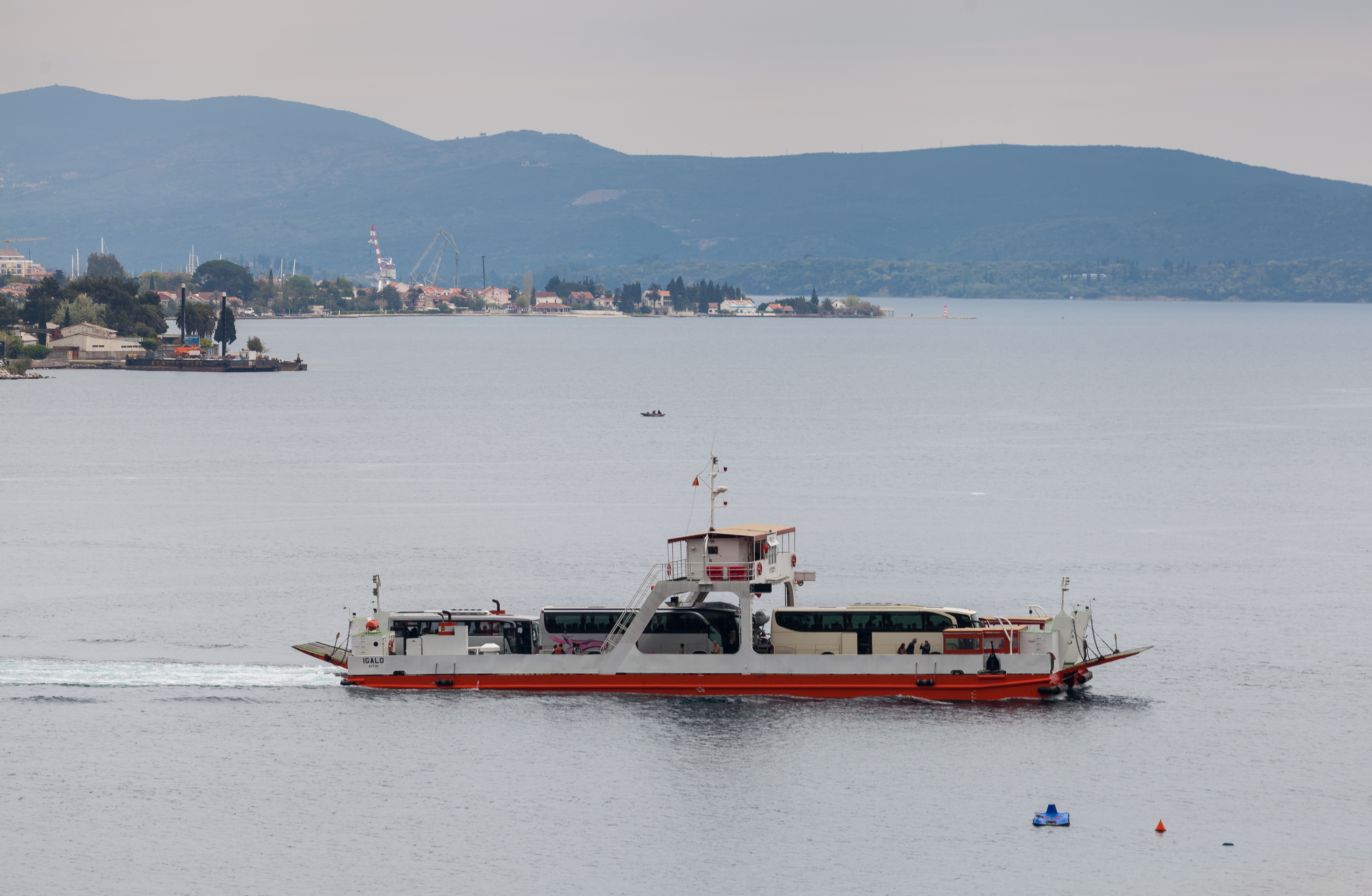
Ferry al pueblo de Kamenari.
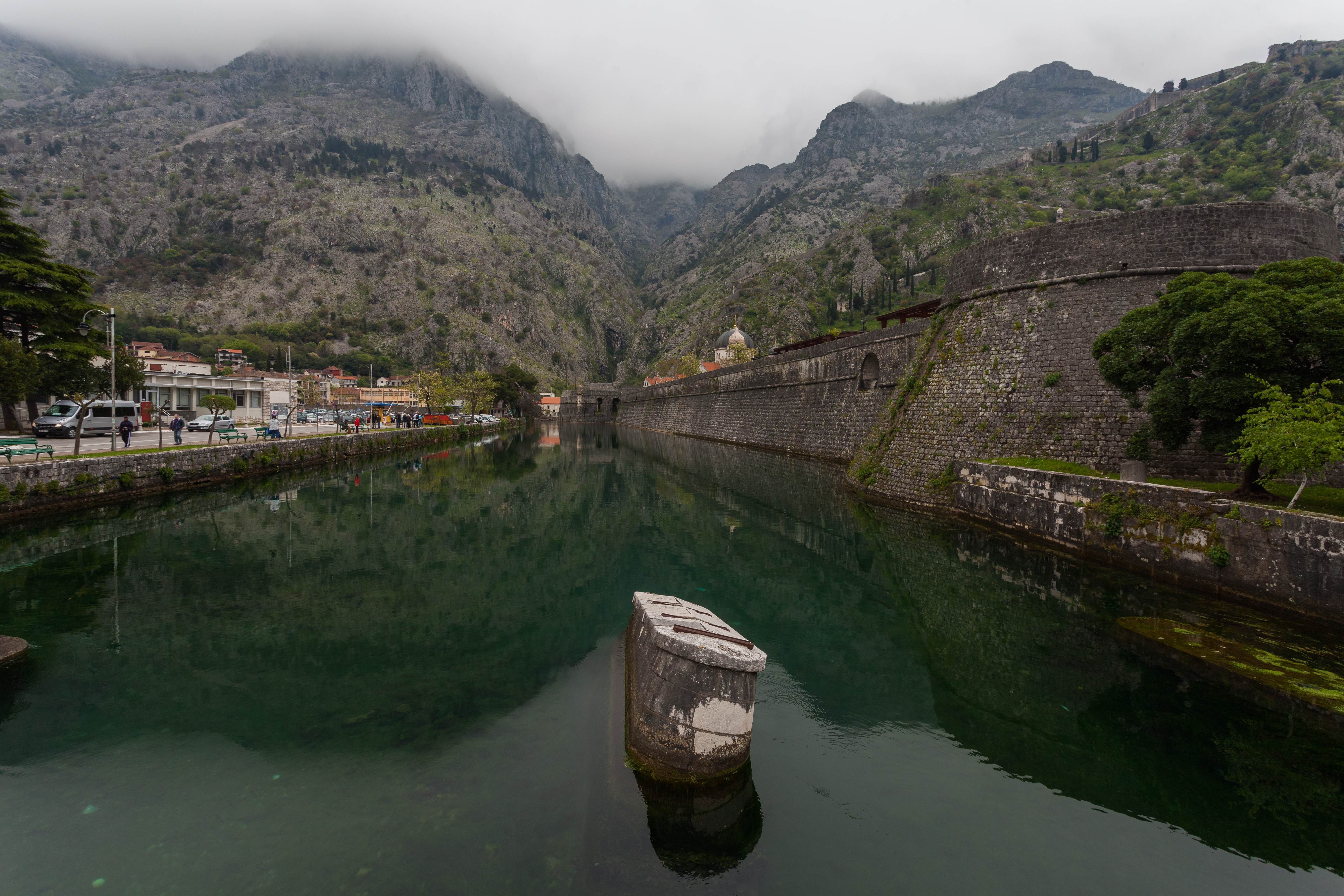
Antiguas fortificaciones de Kotor.
Panorámica de la Bahía de Kotor.
- Bocas de Kotor.